# Plasmodium (Plasmodium) ovale
Plasmodium ovale vrsta je parazitske praživotinje koja uzrokuje povratnu malariju u ljudi. Blisko je povezana s parazitima Plasmodium falciparum i Plasmodium vivax, koji su glavni uzročnici malarije. Rijetko ju se povezuje s ovo dvoje parazita, i bitno je manje opasna od P. falciparum.
Mikroskopski izgled P. ovale veoma je sličan onomu P. vivax, i, ako se može vidjeti malen broj parazita, gotovo je nemoguće razlikovati te dvije vrste. Nema razlike između liječenja P. ovale i P. vivax, i zato neke laboratorijske dijagnoze glase "P.& vivax/ovale". Shüffnerove točke vidljive su na površini zaraženih crvenih krvnih stanica, ali ove su tamnije i veće od onih kod P. vivax i nekada ih se naziva "Jamesovim točkama". Oko 20% zaraženih stanica ovalnog su oblika (otkud i ime same vrste) i neke od ovalnih stanica imaju grube rubove. Zreli shizonti parazita P. ovale nikada nemaju više od dvanaest jezgri unutar sebe i ovo je jedini pouzdani način razlikovanja ovih dviju vrsta.
P. vivax i P. ovale koji se nalaze u etilendiamintetraoctenoj kiselini (EDTA) više od pola sata prije krvnog razmaza izgledat će veoma slični P. malariae, što je važan razlog za upozoravanje laboratorija čim je uzet uzorak krvi kako bi obradili uzorak što prije.